# ГЕС Сталон
ГЕС Сталон — гідроелектростанція у центральній частині Швеції. Знаходячись перед ГЕС Мальгомай, становить верхній ступінь у каскаді на річці Онгерманельвен (у верхній течії Aselealven), яка впадає в Ботнічну затоку Балтійського моря за півтори сотні кілометрів на південний захід від Умео.
Станція використовує воду з розташованого на течії Онгерманельвен великого озера Культшен (площа поверхні 55,4 км2, об'єм 1177 млн м3). Крім того, накопичення ресурсу для роботи станції (та всього розташованого нижче каскаду) здійснюється у водосховищі Рансаран, створеному на однойменній річці, що впадає зліва у Кульшен. Для цього на Рансаран в 1956 році звели земялну греблю висотою 16 метрів та довжиною 460 метрів, доповнену бетонним водоскидом. Вона утримує водойму з площею поверхні 29,3 км2 та можливим коливанням рівня поверхні між позначками 576,7 та 594,7 метра НРМ.
Від Кульшен ресурс подається через прокладений по лівобережжю Онгерманельвен дериваційний тунель довжиною 17,8 км з площею перетину 60 м2, під час спорудження якого було вилучено 1070 тис. м3 породи. Після балансувальної камери він переходить у напірний водовід довжиною 0,25 км та діаметром 6 метрів.
Підземний машинний зал обладнали однією турбіною типу Френсіс потужністю 130 МВт, яка при напорі  у 199 метрів забезпечує виробництво понад 0,5 млрд кВт·год електроенергії на рік.
Відпрацьована вода повертається в Онгерманельвен через відвідний тунель довжиною 0,7 км з таким же перетином, що і у підвідного, за яким слідує канал довжиною 2,25 км.
Видача продукції відбувається по ЛЕП, розрахованій на роботу під напругою 220 кВ.
Існували плани збільшення виробітки ГЕС за рахунок перекидання ресурсу з озера Vojmsjön, яке у природному стані дренується ліворуч до розташованого на Онгерманельвен озера Volgsjon (водосховище ГЕС Вольгшефорс, що становить наступний ступінь каскаду після зазначеної вище ГЕС Мальгомай). Для цього необхідно було прокласти дериваційний тунель довжиною 24 км, що збільшило б річний виробіток на 150 млн кВт·год. Проте у 2008 році місцева громада не надала дозволу на реалізацію проєкту.